# Bitwa o Mirosławiec
Bitwa o Mirosławiec – bitwa stoczona w dniach 9–10 lutego 1945 roku o Mirosławiec (ówcześnie Frydland Pomorski) podczas II wojny światowej, jedna z bitew o przełamanie Wału Pomorskiego.

## Tło sytuacyjne
1 Armia Wojska Polskiego otrzymała zadanie opanowania Mirosławca i odcięcie dróg komunikacyjnych w rejonie: Wałcz, Tuczno i Kalisz Pomorski. Celem było zablokowanie wojskom niemieckim, z pasa umocnień, dróg odwrotu na zachód i w stronę Bałtyku.   
Mirosławiec, został przygotowany do obrony i pełnił funkcję umocnionego punktu obrony. Przez miasto przebiegały szlaki komunikacyjne łączące Kalisz Pomorski z Wałczem, a od północy z Czaplinkiem. Przebiegało tędy również połączenie ze Złocieńcem i Drawskiem. 
Miasta broniły oddziały niemieckiej 15 Dywizji Piechoty SS „Märkisch Friedland” i 94 pułku piechoty, wsparte czołgami i artylerią polową, działami ppanc, wspierane przez lotnictwo, dywizjon pancerny, pociąg pancerny oraz inne pododdziały.
Natarcie na  Mirosławiec miały prowadzić 1 i 2 Dywizja Piechoty, 1 Brygada Pancerna, 2 Brygada Artylerii Armat, 4 Brygada Artylerii Przeciwpancernej, 4 Pułk  Czołgów Ciężkich, 13 Pułk Artylerii Pancernej,  oraz 7 samodzielny dywizjon artylerii pancernej wspierane przez prawie całą artylerię 1 AWP. Pod Mirosławcem po raz pierwszy wykorzystano oddział pancerny, który miał wspierać działania piechoty.

## Przebieg bitwy
Walki o Mirosławiec rozpoczęły się 9 lutego przed południem. Nacierająca w kierunku zachodnim 2 DP zajęła Kłosowo, zaś 1 DP opanowała Dębołękę, Czepiec, Świętosław. Następnego dnia zdobyto Las Wałecki i okrążono wieś Piecnik. Po południu, 10 lutego, pododdziały 1 BPanc z piechotą 5 i 6 pp 2 DP, oraz 1 pp z 1 DP dotarły do Mirosławca.
Niemcy pod naporem oddziałów polskich zaczęli odstępować. Jednak wciąż był silny opór. Niemcy bombardowali pozycje polskie lotnictwem. Na szczęście naloty nie wyrządziły poważnych szkód. 
Wieczorem czołgi 1 Brygady Pancernej wjechały do miasta. Rozpoczęły się walki uliczne. Przed północą 10 lutego Mirosławiec był wolny. Nieopodal Mirosławca znajdowało się lotnisko, które po krótkiej walce zostało zdobyte przez 1 batalion 5 pp. 
W walkach o Mirosławiec Niemcy stracili 2000 zabitych, 150 dostało się do niewoli. Polacy zniszczyli w walkach 40 dział i moździerzy, 4 czołgi i działa pancerne. Mirosławiec został zniszczony w 20%. Polacy stracili 150 zabitych i 350 rannych. Wśród poległych był m.in. ppor. Stanisław Gubin, dowodzący plutonem czołgów w 1 Brygadzie Pancernej im. Bohaterów Westerplatte. Pośmiertnie odznaczony został Srebrnym Krzyżem Orderu Virtuti Militari. Oddziały polskie zdobyły 30 dział, 62 samoloty, 25 ciężkich karabinów maszynowych oraz składy amunicji i żywności. 
Po zdobyciu Mirosławca 1 AWP otrzymała rozkaz przejścia do natarcia w kierunku północno-zachodnim. W związku z dużymi stratami w ludziach nie było możliwości kontynuacji dalszego natarcia. Wznowione 13 lutego ataki, nie dały rezultatów i 1 AWP przeszła do obrony i pozostawała w niej aż do 28 lutego. Szczególnie ciężkim okresem był 14 do 17 lutego, kiedy w rejon działań 1 AWP wdarły się wycofujące się spod Piły oddziały niemieckie. Walki z Niemcami prowadziła głównie 3 DP wspierana żołnierzami z korpusu sowieckiego. 28 lutego udało się rozbić wycofujących się spod Piły Niemców. Do niewoli wzięto 1550 jeńców, a 2000 żołnierzy niemieckich zginęło.

## Pamięć
Walki żołnierzy polskich o Mirosławiec zostały upamiętnione na Grobie Nieznanego Żołnierza w Warszawie, napisem na jednej z tablic po 1945 r. "FRYDLAND POMORSKI 10 II 1945".